# Accordo del lago Meech

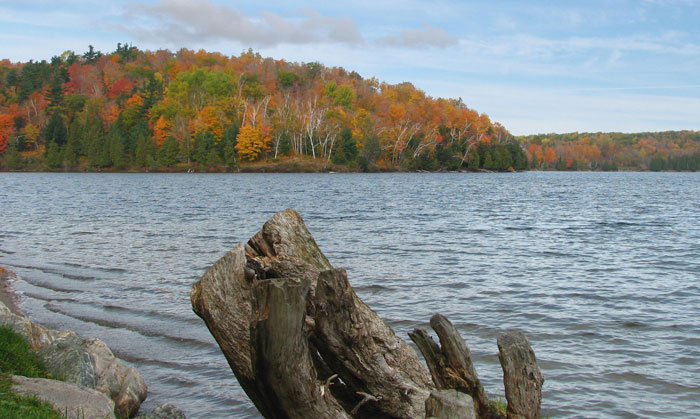
Il lago Meech, che dà il nome all'accordo, è il luogo di riunione di questi negoziati costituzionali.

L'accordo del lago Meech è un progetto abortito di riforma costituzionale negoziato nel 1987 tra il Primo ministro del Canada Brian Mulroney e i Primi ministri di dieci province canadesi. Il suo obiettivo era di fare aderire il Québec alla Legge costituzionale del 1982. Il suo fallimento nel 1990 fu una delle ragioni della crescita del sostegno al sovranismo in Québec negli anni 1990.

## Contesto
Il governo pequista del primo ministro René Lévesque organizzò nel 1980 un primo referendum relativo alla sovranità-associazione del Québec: il "no" vinse con il 59,56% dei voti.
In seguito a questo referendum, il primo ministro del Canada Pierre Elliott Trudeau presentò il 2 ottobre 1980 un piano mirante a rimpatriare (ossia a riportare sotto la sovranità nazionale) la Costituzione del Canada, fino ad allora modificabile dal Parlamento britannico. In seguito a un ricorso del governo quebecchese, la Corte suprema giudicò che il Québec, non più delle altre province, disponesse di un veto su tali modifiche costituzionali. Così, dopo negoziati con le province, fu trovato un accordo tra il governo federale e quelli di nove province al fine di permettere la promulgazione della Legge costituzionale del 1982 il 17 aprile 1982, ma René Lévesque e l'Assemblea nazionale del Québec rifiutarono di ratificarla in seguito alla Notte dei lunghi coltelli.  
Nel 1984, il progressista conservatore Brian Mulroney divenne primo ministro del Canada, promettendo di far aderire il Québec alla Costituzione "con onore ed entusiasmo" mentre il liberale Robert Bourassa divenne primo ministro del Québec nel 1985.

## Negoziati dell'accordo

Brian Mulroney, primo ministro del Canada all'origine dell'accordo del lago Meech.

L'accordo fu negoziato nel 1987 tra Brian Mulroney e i primi ministri provinciali nella residenza secondaria ufficiale del primo ministro, sul lago Meech, nelle colline di Gatineau. I territori dello Yukon e del Nord-Ovest parteciparono solo in videoconferenza.
L'accordo comprendeva cinque punti principali:
- il riconoscimento del Québec come "società distinta" in seno al Canada;
- l'allargamento del diritto di veto delle province sulle modifiche costituzionali;
- l'allargamento delle competenze delle province in materia di immigrazione;
- il diritto per una provincia che sceglie di non partecipare a un programma del governo federale di ottenere una compensazione finanziaria;
- l'obbligo per il governo federale di consultare le province sulle nomine al Senato e alla Corte suprema.

Brian Mulroney promise peraltro altre riforme dopo l'approvazione dell'accordo.

## Processo di ratifica e opposizioni
Il testo dell'accordo prevede il cambiamento della formula di modifica della Costituzione e ricade così nella competenza dell'articolo 41 della Legge costituzionale del 1982, che obbliga all'unanimità del Parlamento federale e delle legislatire delle province in un termine di tre anni.
L'accordo del lago Meech era sostenuto da Ed Broadbent, il capo del NPD, e dal liberale John Turner, capo dell'opposizione. Quest'ultimo era tuttavia in una posizione delicata in ragione della posizione di Pierre Elliott Trudeau. La regina Elisabetta II sostenne pubblicamente l'accordo nell'ottobre 1987, una presa di posizione per la quale fu criticata.
Una delle opposizioni più forti all'accordo del lago Meech venne dall'ex primo ministro liberale Pierre Eliott Trudeau. Per lui, Mulroney aveva ceduto di fronte alle province e il Québec, benché distinto, non era più distinto di altre regioni del Canada. Questa posizione di Trudeau era sostenuta da alcuni deputati liberali, indebolendo la leadership di Turner sul partito.
Il fatto che l'accordo fosse stato elaborato dai primi ministri in una riunione chiusa fu anche oggetto di critiche da parte dei movimenti autoctoni, di minoranze linguistiche nel e fuori dal Québec, dei gruppi femministi, ecc. Così, benché alla sua firma i sondaggi indicassero un largo sostegno in favore dell'accordo, la sua popolarità diminuì notevolmente nel Canada anglofono dove lo statuto "speciale" accordato al Québec era mal visto mentre, nello stesso tempo, l'utilizzazione da parte del primo ministro del Québec Robert Bourassa della "clausola non ostativa" (clausola derogatoria) per applicare la Carta della lingua francese a dispetto dell'opposizione della Corte suprema era inoltre percepita come una misura riguardante la minoranza anglofona della provincia.
Così, mentre la data limite di approvazione fissata al 1990 si avvicinava, l'impopolarità dell'accordo del lago Meech ne fece uno dei dibattiti durante le elezioni federali: il nuovo primo ministro del Nuovo Brunswick Frank McKenna, eletto nell'ottobre 1987, tornò sulla ratifica accordata dal precedente governo. Il primo ministro di Terra Nuova Clyde Wells fece la stessa cosa qualche tempo dopo. Le tergiversazioni di certi ministri progressisti conservatori del governo di Brian Mulroney, in particolare Jean Charest che proponeva fossero apportate modifiche all'accordo, provocò l'uscita dal governo di Lucien Bouchard, il ministro dell'ambiente qui avrebbe fondato in seguito il Blocco del Québec. 
Infine, 20 giorni prima della data limite di ratifica, il 3 giugno 1990, una conferenza dei primi ministri riuscì a convincere tutte le province a ratificare l'accordo in cambio della promessa di nuovi negoziati, in particolare una riforma del Senato prima del 1º luglio 1995, una garanzia dell'uguaglianza donne-uomini, più poteri ai territori, nuovi diritti per gli Autoctoni e le lingue minoritarie.
Tuttavia, in Manitoba, l'accordo fu combattuto da rappresentanti delle Prime Nazioni. Il deputato Elijah Harper si oppose all'esame immediato dell'accordo da parte dell'Assemblea legislativa, considerando che le Prime Nazioni non erano state sufficientemente coinvolte. Fu trovato infine un accordo al fine di ritardare di tre mesi la data limite di ratifica, ma l'incidente in Manitoba spinse Clyde Wells e il leader dell'opposizione di Terranova Thomas Rideout ad accordarsi per annullare il voto di ratifica della legislatura della provincia. L'accordo del lago Meech fallì allora definitivamente.

## Conseguenze

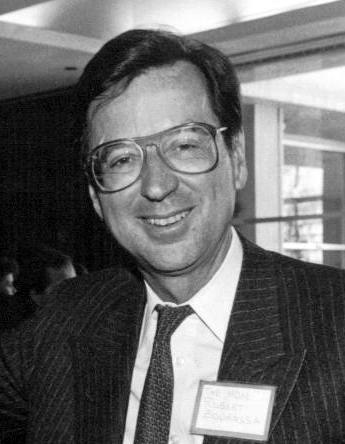
Robert Bourassa, primo ministro liberale del Québec.

Il fallimento dell'accordo del lago Meech fu un duro colpo per il Québec, dove era percepito come una risposta minimale alle rivendicazioni della provincia. Il primo ministro Robert Bourassa dichiarò all'Assemblea nazionale del Québec il 22 giugno 1990:
In seguito all'episodio, il Partito Liberale del Québec adottò il rapporto Allaire e inasprì la sua posizione di fronte al resto del Canada. 
La popolarità di Brian Mulroney fu colpita dal fallimento. Nel ciclo di negoziati seguenti, il governo cercò di sollecitare l'avviso della società civile in particolare per l'istituzione di un Forum civico sull'unità nazionale. Questi sforzi portarono più tardi all'accordo di Charlottetown che, contrariamente a quello del lago Meech, fu sottoposto a un referendum nel 1992, ma fu respinto nella maggior parte delle province.